# Francisco Aparicio Mendoza
Francisco Aparicio Mendoza (18??-19??) fue un político republicano español. 
Fue representante de la provincia de Burgos en el Pacto Federal Castellano (1869) con Martín Barrera, Lucio Brogeras y Felipe Corral. Resultó elegido concejal del Ayuntamiento de Burgos en las elecciones de mayo de 1895 (6 concejales republicanos, 4 conservadores, 3 silvelistas, 3 fusionistas de Cuesta, 2 fusionistas de Acosta y 2 independientes).   
Con Francisco Aparicio Mendoza, los concejales republicanos elegidos en mayo de 1895 fueron Bruno Castrillo, Amadeo Fournier, Plácido Navas, Gregorio Rodríguez y Federico Zamorano. 
Dedicó un piso de su propiedad en la calle Moneda 32 de la ciudad de Burgos para dar soporte a tareas de enseñanza en 1888.